# Revue maritime
Revue maritime est un titre de presse mensuel publié de 1816 à 1971 par le ministère de la Marine et depuis cette date par l'Institut français de la mer. Elle a fêté en 2016 ses 200 ans.

## Histoire
Fondée par Louis-Marie Bajot, elle a pour origine les Annales maritimes et coloniales. En 1847, par manque d'argent, les Annales cessent de paraître mais la revue renaît dès 1849 sous le titre de Nouvelles Annales de la Marine. Elle se spécialise alors essentiellement sur le commerce maritime. 
En 1861, elle prend le titre de Revue maritime et coloniale et devient un organe majeur de la marine scientifique et technique. L'Académie des sciences la couronne le 28 décembre 1874.
Elle adopte son titre définitif de Revue maritime à partir du no 415 d'avril 1896. Cet ajustement prend rétroactivement acte de la séparation entre les Ministères de la Marine et des Colonies accomplie en 1894.
Elle touche depuis tous les domaines liés à la mer : géographie, histoire, inventions, économie, etc.